# 乔治·迈克尔·利德
乔治·迈克尔·利德（英語：George Michael Leader，1918年1月17日—2013年5月9日）美国政治人物，曾于1955年至1959年任宾夕法尼亚州州长。

## 生平
乔治·迈克尔·利德出生于宾夕法尼亚州约克的一个农民家庭，父母经营一家家禽养殖场。小学就读于一家单室学校，中学毕业于约克中学，后进入Gettysburg College学院，又升入宾夕法尼亚大学专注于哲学、政治和经济学科，最终获得政府管理硕士学位。1939年与Mary Jane Strickler结婚。第二次世界大战期间，利德曾在太平洋战区的航空母舰上服役。
二战结束之后，利德返回家乡继续经营家族企业家禽养殖场，后加入民主党，积极参与政治事务，进入政坛。
1954年，利德首次参加宾夕法尼亚州州长竞即获成功，1955年1月18日，在其37岁生日之后一天宣誓就职，成为宾夕法尼亚州历史上第二年轻的州长。
1958年，由于宾夕法尼亚州当时法律对州长仅许一任的限制，利德无法继续连任。卸任州长后，利德仍积极参与政治事务。
2005年，特拉华州前州长Elbert Carvel逝世后，利德成为美国最早上任的在世前州长，直至其2013年逝世。
2013年5月9日，利德于宾夕法尼亚州赫尔希镇逝世。